# Abrdn
Abrdn, in Eigenschreibweise kleingeschrieben abrdn firmierend, ist eine britische Vermögensverwaltungsgesellschaft. Sie entstand 2017 aus der Fusion von Standard Life und Aberdeen Asset Management. Das Unternehmen ist mit dem Kürzel ABDN an der London Stock Exchange gelistet und gehört zum FTSE 250 Index.

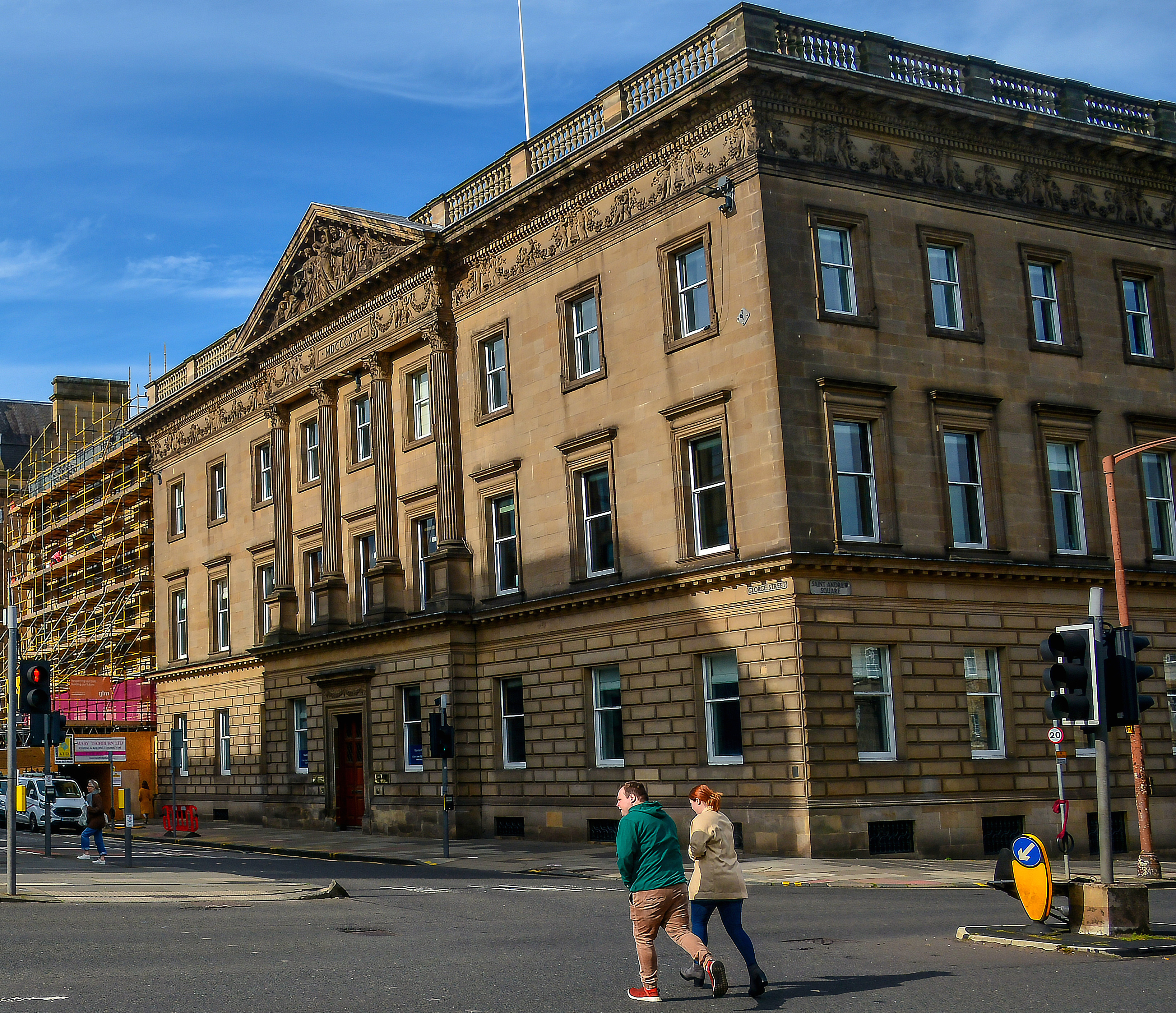
Abrdn Zentralverwaltung in Edinburgh – George Street 1

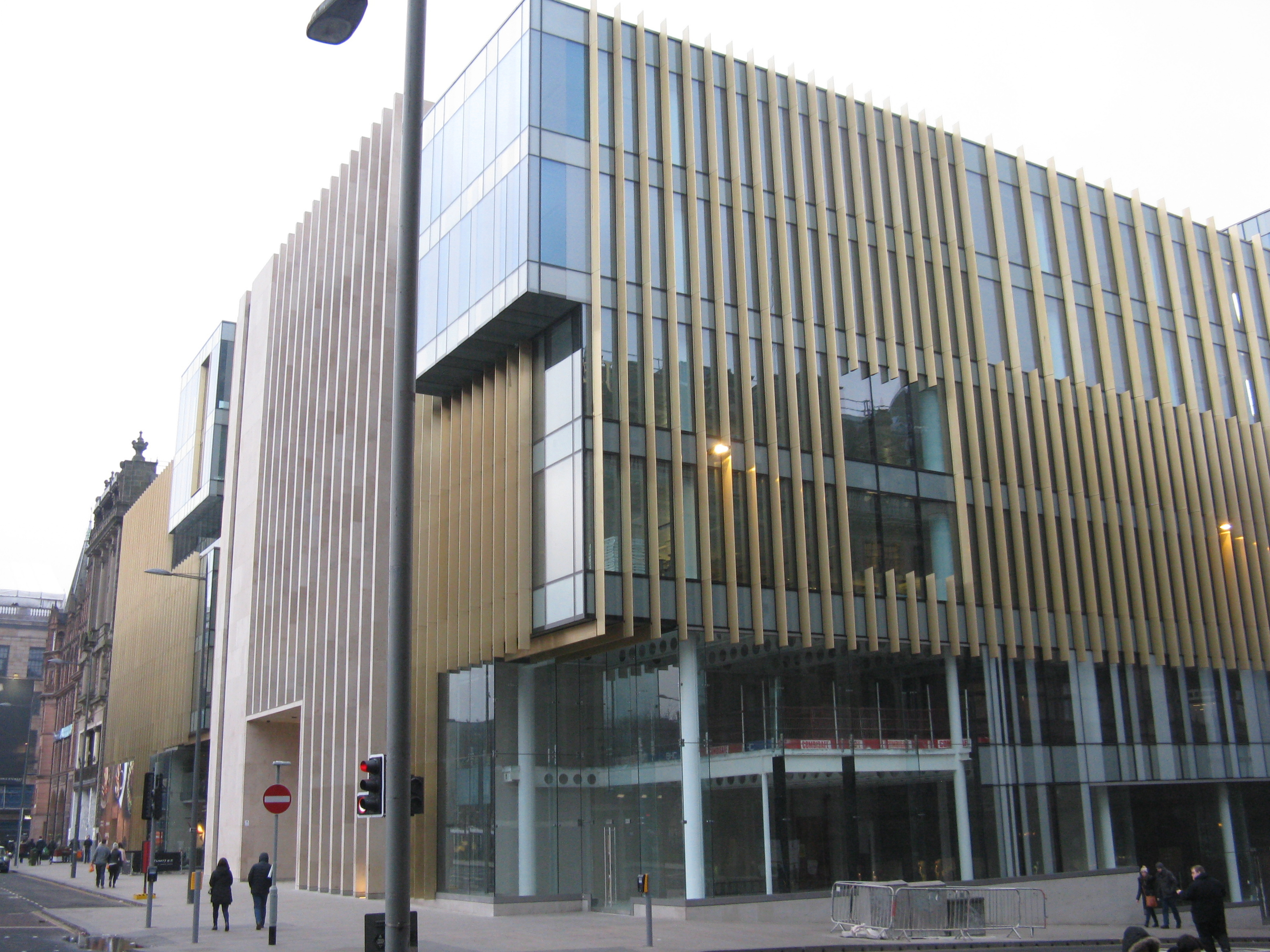
Büros abrdn in St. Andrew Square, Edinburgh

## Geschichte und Hintergrund
2017 fusionierte das Finanzdienstleistungsunternehmen Standard Life, das seine Wurzeln im Lebensversicherungsgeschäft hatte, mit der Vermögensverwaltungsgesellschaft Aberdeen Asset Management zur Standard Life Aberdeen. 2018 veräußerte das Unternehmen die Mehrheit am Versicherungsgeschäft an die Phoenix Group. 2021 wurde mit dieser eine bis 2031 dauernde strategische Partnerschaft, die insbesondere die Verwaltung der zur Bedeckung der Lebensversicherungsverpflichtungen gehaltenen Kapitalanlage umfasst, abgeschlossen und dabei die Übertragung des Markennamens vereinbart. Im Juli des Jahres erfolgte daraufhin das Rebranding unter dem aktuellen Namen, unter dem Namen Standard Life ist weiterhin das Lebensversicherungsunternehmen tätig.
Abrdn ist international tätig und hat 22 Niederlassungen bzw. Töchterunternehmen in verschiedenen Ländern weltweit. Für den deutschen und österreichischen Markt ist dabei die Abrdn Investments Beteiligungs GmbH mit Sitz in Frankfurt am Main zuständig, für die Schweiz die in Zürich ansässige Abrdn Investments Switzerland AG und für Luxemburg die Abrdn Investments Luxembourg S.A.